# Вех-Ардашир
Вех-Ардашир (также Бех-Ардашир) — древний город сасанидского Ирана на территории современного Ирака, являвшийся пригородом столицы империи, Ктесифона.

## История
Город был построен около 230 году н. э. основателем Сасанидской империи шахиншахом Ардаширом I (правил в 224—240 годах н. э.). Находился на восточном берегу реки Тигр, напротив эллинистической Селевкии и южнее парфянской столицы Ктесифон, , из которых в новый город прибыла значительная часть населения.  У евреев город был известен как Махоза, у местных христиан-арамееев Новая Селевкия или Кокхе , а у арабов Бехашир. В Вех-Ардашире находилась большая иудейская община и проживал экзиларх. Город также являлся резиденцией несторианского патриарха.
Губернатор-марзбан (полководец пограничной провинции, «маркграф») жил в крепости в северной части города приблизительно с 420 года. В середине 5-го века, во время наводнения река Тигр изменила свое русло и разделила город на две части. Это привело к упадку и запустению Вех-Ардашира. При шахиншахе Хосрове II (590—628), недалеко от сада Багх-и Хиндуван (что означает «сад индусов») был построен дворец. В 636 году Вех-Ардашир был захвачен полководцем Халидом ибн Урфутой во время арабского завоевания Персии.
К востоку от Вех-Ардашира расположены руины Таки-Кисра — одной из основных резиденций Сасанидов.